# 吳瑾蓉
吳瑾蓉（Sharon Wu，1984年7月6日—）台湾编剧，其作品橫跨電影、電視、舞臺劇等。

## 編劇作品
入圍 / 獲獎紀錄
| 年份 | 作品名稱                   | 獎項資訊                                              |
| ---- | -------------------------- | ----------------------------------------------------- |
| 2006 | 維妮                       | 姚一葦劇本獎首獎                                      |
| 2007 | 求生不能                   | 教育部文藝獎優選                                      |
| 2008 | 檔案K                      | 台北文學獎優選                                        |
| 2011 | 聽你聽我                   | 新聞局優良電視劇本獎佳作                              |
| 2012 | 小心，幸福就在你身邊       | 新聞局優良電視劇本獎佳作                              |
| 2012 | 自由時代                   | 入圍文化部優良電影劇本獎                              |
| 2013 | 小胸維妮的幸福旅程         | 入圍文化部優良電影劇本獎                              |
| 2018 | 失戀旅行團                 | 文化部優良電視劇本獎佳作                              |
| 2019 | 聰明的人房間都很亂         | 文化部優良電視劇本獎佳作                              |
| 2023 | 關於我和鬼變成家人的那件事 | 台北電影獎最佳編劇(典禮片段) 第60屆金馬獎最佳改編劇本 |

舞台劇
| 年份 | 作品名稱     | 演出資訊                                           |
| ---- | ------------ | -------------------------------------------------- |
| 2006 | 維妮         | 廣藝劇場，2012新舞臺 (姚一葦劇本獎首獎)            |
| 2007 | 求生不能     | 台大暑期劇展/台南大學戲劇系公演/中央大學中文系公演 |
| 2008 | 檔案K        | 創作社，2013水源劇場 (台北文學獎優選)              |
| 2012 | 行車紀錄     | 台南人劇團，劇本翻譯編修，2013實驗劇場             |
| 2014 | 我期待       | 北京開心麻花，2014北京民族文化宮                   |
| 2019 | 單身租隊友   | 楊景翔演劇團，2019水源劇場                         |
| 2022 | 單身租隊友二 | 楊景翔演劇團，2022板橋演藝廳                       |

電影
| 年份 | 作品名稱                   | 製作資訊                             |
| ---- | -------------------------- | ------------------------------------ |
| 2012 | 自由時代                   | 新聞局國產電影片劇本開發補助         |
| 2014 | 小胸維妮的幸福旅程         | 緯來電影台                           |
| 2018 | 李茶的姑媽                 | 北京開心麻花娛樂傳媒文化股份有限公司 |
| 2022 | 關於我和鬼成為家人的那件事 | 金盞花大影業                         |

電視
| 年份 | 作品名稱       | 製作資訊          |
| ---- | -------------- | ----------------- |
| 2010 | 給愛麗絲的奇蹟 | 東映製作，華視    |
| 2011 | 戀夏38度C      | 獨角仙製作，中視  |
| 2011 | 小站           | 東映製作，壹電視  |
| 2012 | 愛情來了請打卡 | 東映製作，公視HD  |
| 2013 | 美味的想念     | 映畫製作，三立    |
| 2013 | 飛越龍門客棧   | 星勢力製作，TVBS  |
| 2014 | 我的自由年代   | 映畫製作，三立    |
| 2016 | 迷徒二Chloe    | 傳遞娛樂，Line TV |

### 外部連結

#### 求生不能
2014嘉義縣小劇場戲劇節 南大推出黑色幽默戲劇《求生不能》(2014.9.4) （页面存档备份，存于）

求生不能 - 教育部文藝獎優選 （页面存档备份，存于）

#### 維妮
維妮 - 姚一葦劇本獎首獎 （页面存档备份，存于）

誰寫《維妮》？訪問常勝嗆辣編劇吳瑾蓉？

#### 單身租隊友
《單身租隊友》再次起租 從喜劇帶出孰輕孰重的生活議題？ （页面存档备份，存于）

狂想式愛情喜劇《單身租隊友》 青年男女人生與家庭價值觀戰爭 （页面存档备份，存于）

《單身租隊友2》人物專訪—以詼諧的視角看待生命 （页面存档备份，存于）

#### 小胸維妮的幸福旅程
第 36 屆優良電影劇本入圍小胸維妮的幸福旅程 （页面存档备份，存于）

《後台學》詹傑╳吳瑾蓉-從劇場到影視：編劇篇 （页面存档备份，存于）

《OPENTIX編輯臺》不奢求當個快樂的編劇，只求平靜地寫 （页面存档备份，存于）

違章女生lalaLand S11 EP12｜從黑暗隧道到歧路花園，立志當一個身心靈平衡的創作者 ft.《關於我和鬼變成家人的那件事》編劇吳瑾蓉

收聽平台-spotify （页面存档备份，存于）

收聽平台-Apple Podcast （页面存档备份，存于）

【張大春泡新聞】吳瑾蓉談「不敢相信！編劇來了請打卡」

收聽平台-youtube

【劉亮佐有藝思】吳瑾蓉/楊景翔演劇團《單身租隊友1+2》

收聽平台-spotify

【POP有夠靚】吳怡霈 專訪《單身租隊友1+2》編劇 吳瑾蓉、演員 又仁

收聽平台-youtube

敏迪專訪 | 沒聽過這麼精彩的編劇人生 - 專訪《單身租隊友》編劇瑾蓉 & 演員又仁

收聽平台-spotify

【一問三不知】S04E16 在找到單身租隊友之後和鬼變成家人了！編劇吳瑾蓉專訪

收聽平台-spotify

收聽平台-Apple Podcast

【中央社專訪】「鬼家人」集矛盾之大成 金馬入圍編劇：愛有多重可能 （页面存档备份，存于）

違章女生lalaLand S13 EP1 | 悲劇加時間等於喜劇：從「單身租隊友」談充滿焦慮不安的那些年 ft. 吳瑾蓉、Kim 程鈺婷

收聽平台-spotify （页面存档备份，存于）

收聽平台-Apple Podcast （页面存档备份，存于）

77號放映廳 EP13 | 《鬼家人》編劇吳瑾蓉：「編劇像一再上下雲霄飛車，即使吐了還是會上車，相信它會帶我到某個地方。」

收聽平台-spotify （页面存档备份，存于）